# Franklin Stahl
Franklin William Stahl (Boston, 8 ottobre 1929 – Eugene, 2 aprile 2025) è stato un biochimico e genetista statunitense.
Insieme a Matthew Meselson, Stahl condusse il famoso Esperimento di Meselson-Stahl, mostrando che la replicazione del DNA segue un meccanismo di replicazione semiconservativo, cioè ogni filamento di DNA funge da stampo per la produzione di un filamento nuovo. Fu professore di biologia molecolare presso l'Istituto di biologia molecolare facente parte dell'Università dell'Oregon.

## Carriera
Franklin Stahl nacque l'8 ottobre del 1929. Così come le sue due sorelle maggiori, egli si diplomò presso la scuola pubblica di Needham, Boston. Nel 1951 ottenne la laurea in biologia all'Harvard University. Il suo interesse per la genetica si sviluppò in seguito ad un corso riguardo ai virus batterici frequentato al Cold Spring Harbor Biological Laboratory. Nel 1956, a causa di uno studio condotto sulla trasmissione genetica del fago T4, ottenne il dottorato di ricerca (Ph.D) da parte dell'università di Rochester. Nel 1955 avviò una serie di studi di post-dottorato insieme all'italiano Giuseppe Bertani a Caltech, Pasadena, con lo scopo di ampliare le sue conoscenze del campo della genetica batterica. In seguito, egli conobbe i genetisti Matthew Meselson e Charley Steinberg, coi quali incominciò presto a collaborare. Con Steinberg, egli studiò l'analisi matematica della crescita del fago T4, la mutazione da esso provocata e la sua ricombinazione genetica. Con Meselson, invece, avviò una serie di studi riguardo alla replicazione del DNA nell'Escherichia Coli. Lo studio dimostrò che la replicazione del DNA avviene con un processo semiconservativo e rinforzò il modello strutturale proposto da Jim Watson e Frank Crick. Per un anno, Stahl prestò servizio presso la facoltà di zoologia dell'Università del Missouri a Columbia, prima di accettare, nel 1959, un ruolo nel nuovo istituto di biologia molecolare nell'università che gli aveva conferito il dottorato. Negli anni successivi, le sue ricerche compresero i fagi T4, Lambda ed il lievito "saccharomyces cerevisiae", con particolare attenzione alla ricombinazione genetica. Nel frattempo, insegnò in diversi corsi di genetica nell'Oregon e presentò una serie di corsi sui fagi in America, Italia e India. Inoltre, continuò a condurre studi sabbatici presso le università di Cambridge (Regno Unito), Edimburgo, Gerusalemme e Cambridge (Massachusetts). La ricerca di Stahl fu intrapresa in associazione con numerosi colleghi, tra cui Jean Crasemann, Mary M. Stahl e Henriette M Foss. Dal 2001, anno del suo ritiro, egli vive con Jette e Eugene, dove continua a compiere studi privati e a partecipare al consiglio dell'università dell'Oregon.

## Vita privata
F.Stahl e sua moglie Mary si sposarono nel 1955, generando due figli maschi ed una figlia femmina.

## Contributi sperimentali
Sui batteri:
- Con M.Meselson, la dimostrazione della replicazione semiconservativa del DNA[4].

Sul Fago T4:
- Con H.Foss e altri, la dimostrazione della condivisione genetica e della sua relazione con eterozigosi genetica[5].
- Con N.Murray e altri, la determinazione, attraverso metodi genetici, della direzione della sintesi del mRNA sulle coppie di geni cotrascritti[6].

Sul Lambda:
- Con M.Stahl e altri, la scoperta e analisi dell'elemento genetico (Chi) che stimola la ricombinazione genetica dei batteri[7].
- Con M.Stahl e altri, la mutua dipendenza della replicazione del DNA e della ricombinazione genetica[8].In questi studi utilizzò il metodo della centrifugazione in gradiente di intensità che è stato sviluppato per il test del metodo semiconservativo del DNA.

Sul Lievito:
- Con H. Foss e altri, la dimostrazione dei due percorsi funzionali per ricombinazione genetica del selvaggio tipo in erba[9].

## Contributo teorico
- Con C.Steinberg, la formulazione della crescita dei fagi[10].
- Con J.Szostak e altri, l'interpretazione della ricombinazione genetica in termini del riparo dei doppi filamenti rotti[11].
- Con R. Lande, E.Housworth e altri, formalizzazione matematica di ricombinazione in organismi più elevati[12][13][14].

## Riconoscimenti
- 1997-Membro della American Academy of Microbiology
- 1996-Thomas Hunt Morgan Medal (dalla Genetics Society of America)
- 1986-Membro associato EMBO
- 1985-1990 MacArthur Fellow
- 1981-Membro della American Academy of Arts and Sciences
- 1976-Membro della National Academy of Science
- 1975-1976, 1985-1986 Guggenheim Fellow
- 1969-1970 NIH Membro Speciale del corpo docenti per il Post-Dottorato
- Emerito Dottore di Scienza: Oakland University e University of Rochester